# McMinn County
McMinn County är ett administrativt område i delstaten Tennessee, USA, med 52 266 invånare. Den administrativa huvudorten (county seat) är Athens. Countyt har fått sitt namn efter politikern Joseph McMinn.

## Geografi
Enligt United States Census Bureau har countyt en total area på 1 119 km². 1 114 km² av den arean är land och 5 km² är vatten.

### Angränsande countyn
- Roane County - norr
- Loudon County - nordost
- Monroe County - öst
- Polk County - sydost
- Bradley County - sydväst
- Meigs County - väst

### Orter
- Athens (huvudort)
- Calhoun
- Englewood
- Etowah
- Niota
- Riceville
- Sweetwater (delvis i Monroe County)